# Щапов, Николай Петрович
Николай Петрович Ща́пов (1896—1968) — российский ученый в области металловедения. Доктор технических наук. Профессор. Заслуженный деятель науки и техники РСФСР.

## Биографические сведения
Сын купца Петра Щапова. В 1923 году окончил Московский институт инженеров путей сообщения, там же преподавал до 1929 года.
С 1925 года работал во Всесоюзном научно-исследовательском институте железнодорожного транспорта, начальник отделения испытаний материалов и конструкций, затем отделения сварки и полимерных материалов. 
Под руководством Шапова проведены фундаментальные исследования прочности, надежности и долговечности всех основных железнодорожных конструкций (рельсов, осей колесных пар, бандажей, сварных конструкций), выполнены работы по изучению прочности, хладноломкости, ударной вязкости материалов, началось применение методов поверхностного упрочнения деталей поездов.
Награждён орденами Ленина и Трудового Красного Знамени, медалями.